# Eukoenenia condei
Eukoenenia condei är en spindeldjursart som beskrevs av Orghidan, Georgesco och Sârbu 1982. Eukoenenia condei ingår i släktet Eukoenenia och familjen Eukoeneniidae. Inga underarter finns listade i Catalogue of Life.